# 김정남 (소설가)
김정남(1970년~ )은 대한민국의 소설가이자 문학평론가이다.

## 약력
서울에서 태어나 한양대학교대학원 국어국문학과에서 『김승옥 소설의 근대성 담론 연구』로 박사학위를 받았고,
고려대학교 대학원에서「한국 현대 소설에 나타난 미디어 체험 및 수용에 관한 연구」로 박사후 연수과정(Post-Doc)을 마쳤다.
2002년 현대문학 신인추천에 평론 이,
2007년 매일신문 신춘문예에 소설 이 각각 당선되어 등단하였다.
2008년 한국문화예술위원회 문예진흥기금(소설부문)을 수혜한 바 있으며,
2010 통영문학제에서 소설집 『숨결』로 제1회 김용익 소설 문학상을 수상하였고,
2012년 4분기 우수문학도서에 소설집 『잘 가라, 미소』 가,  2014년 세종도서 문학나눔에 장편소설 『여행의 기술―Hommage to route7』이 각각 선정되었다.

## 저서
- 『한국 소설과 근대성 담론』(국학자료원, 2003) ISBN 9788954100939
- 『시지프의 운명』(새미, 2005) ISBN 9788956281650
- 『폐허, 이후』-김정남 문학평론집(문학의전당, 2008) ISBN 9788991006942
- 『꿈꾸는 토르소』-김정남 평론집(작가와비평, 2011) ISBN 9788995593479
- 『2009 젊은 소설』(문학나무, 2009)ISBN 9788992308236
- 『숨결』-김정남 소설(북인, 2010) ISBN 9788991240568
- 『잘 가라, 미소』-김정남 소설집(삶창, 2012) ISBN 9788966550135
- 『그대라는 이름』-김정남 평론집(작가와비평, 2013) ISBN 9788997190638
- 『여행의 기술-Hommage to route7』-김정남 장편소설(작가정신, 2013) ISBN 9788972885184
- 『1990년대 문화 키워드 20』(문화다북스, 2017) ISBN 9791195576340
- 『아직은 괜찮은 날들』―김정남 소설(다이얼로그, 2017) ISBN 9791158963477
- 『현대소설의 이론』(경진출판, 2019) ISBN: 9788959963249
- 『비평의 오쿨루스』-우리 시대의 시와 문화에 관한 에세이(경진출판, 2019) ISBN 9788959966813

1. ↑  “서지정보”. 국립중앙도서관.[깨진 링크(과거 내용 찾기)]
2. ↑  “서지정보”. 국립중앙도서관.[깨진 링크(과거 내용 찾기)]
3. ↑  “서지정보”. 현대문학. 2020년 8월 5일에 원본 문서에서 보존된 문서. 2012년 7월 9일에 확인함.
4. ↑  “서지정보”. 매일신문사.[깨진 링크(과거 내용 찾기)]
5. ↑  “선정발표”. 한국문화예술위원회.[깨진 링크(과거 내용 찾기)]
6. ↑  “신문기사”. 굿데이뉴스.
7. ↑  “선정발표”. 한국문화예술위원회.[깨진 링크(과거 내용 찾기)]